# Javier Cárdenas Pérez
Francisco Javier Cárdenas Pérez (Barcelona, 18 de maig de 1970) és un presentador de televisió, cantant i locutor de ràdio  català.

## Ràdio
Va començar a treballar en la ràdio en el programa Peques Unic de Radio Juventud, amb tan sols 9 anys. Més tard, als 16, comença a retransmetre partits de futbol a Antena 3 Radio. Col·laborant en l'espai Arús con leche, dirigit pel seu cunyat Alfons Arús.
Des de 1990 fins a 1995 s'encarrega de retransmetre partits de futbol, tant a Radio Club 25 com a M80 Radio (de la Cadena SER).
En 1997 dirigeix i presenta Segundos Fuera, a Radio España. Allí es realitzaven multitud de sketches radiofònics, amb les veus dels principals personatges d'aquest país. Una cosa semblant faria més tard en el programa Al ataque, de Onda Rambla, on es feia un repàs àcid, i en clau d'humor, sobre les notícies més destacades de la setmana.
Des de l'any 2006 dirigeix i presenta el programa Atrévete, a Cadena Dial, al costat de MJ Aledón, Isidro Montalvo, Roberto Alcaraz, Luis Rollán entre d'altres. Segons l'Estudi General de Mitjans (EGM) el programa Atrévete ha estat el segon matinal amb més creixement a Espanya.
En 2008 va ser guardonat amb el Premi Ondas a la innovació radiofònica per combinar informació, humor i entreteniment, organitzant un creuer en el qual durant un cap de setmana es va realitzar ràdio en viu, amb actuacions musicals i concursos, amb la participació en directe dels oïdors, i la convivència dels comunicadors i artistes amb l'audiència.
El 7, 8 i 9 de març de 2008, crea un precedent en la història de la ràdio espanyola regalant a tots els seus oïdors un Crucero al Principado de Mónaco a través del programa Atrévete de Cadena Dial. S'hi sumen al creuer artistes com Sergio Dalma, Conchita, Carlos Baute, Merche i Andy y Lucas.
En novembre de 2009 organitza el Crucero de los Atrevidos i s'emporta 2000 oïdors en vaixell a Niça durant un cap de setmana junt a artistes com Chenoa, Manuel Carrasco o Efecto Mariposa. Va deixar finalment el programa el 15 de juliol de 2010. Va rebre l'Antena de Oro 2015 al millor presentador de ràdio a nivell de tot Espanya.
Actualment està en la cadena Europa FM presentant i dirigint el morning xou Levántate y Cárdenas, junt a col·laboradores com Jorge Salvador, Sergi Más, Carlos Sobera i Albert Lesan, entre d'altres.
En l'últim EGM publicat en 2018, el seu programa perd oïdors: 129.000 fins a arribar als 834.000, situant-se en el quart lloc dels morning-xous radiofònics.

## Televisió
S'inicia en el món de la televisió també de la mà del seu cunyat Alfons Arús en el programa Força Barça, que s'emet en 1989 a TVE2.
En la temporada 1992-1993 segueix Arús en el seu pas per Antena 3, i es converteix en reporter del programa d'humor Al ataque. Les seves peculiars entrevistes, especialment a un vident anomenat Carlos Jesús, que assegurava ser la reencarnació d'una altra persona i tenir una existència paral·lela en un altre planeta, van aconseguir gran repercussió pública i Cárdenas va passar a convertir-se en un dels personatges més famosos del món de la televisió al costat de personatges com niño del mechero i Tristanbraker, el cazafantasmas.
És gràcies a aquesta nova forma de fer periodisme el que li val per a ser punt de referència en programes com a Sal y pimienta i No estamos locos entre els anys 1994 i 1997 a les cadenes autonòmiques i aquest mateix any torna a TVE per a conduir, al costat d'Alonso Caparrós i Asunción Embuena el programa Vídeos de Primera convertint-se en el programa més vist de l'estiu en la televisió nacional.
Cárdenas empra amb els seus entrevistats un to càustic i irònic, amb el qual pretén revelar les excentricitats del personatge en qüestió. Seria aquest l'estil que marcaria part de la seva trajectòria posterior, el seu epítet jactanciós, el va ajudar a aconseguir no només bons rànquing radiofònics i un prestigi propi, sinó també, moments incòmodes i vergonyosos per als seus convidats.
Després de col·laborar a La Parodia Nacional (1996 i 1997) i rebre diferents premis al millor programa de televisió a Antena 3 al costat de Constantino Romero, l'any 1997 va presentar Vídeos de primera, sent un dels més vists durant l'estiu. Posteriorment, participa en l'espai estiuenc El candelabro (1999), dirigit per Tinet Rubira per a Telecinco al costat dels nois del prestigiós programa matinal SI Amanece Nos vamos de la Cadena SER. Substituí Jesús Vázquez a Gente con chispa (2000-2001) i Nunca seremos un programa de culto, ambdós de Telemadrid, i poc després s'incorpora a Crónicas marcianas de Xavier Sardà. Durant aquesta etapa va dirigir una de les seccions que se centrava en entrevistar, de forma àcida i fins i tot humiliant, a personatges televisius com Tamara, Paco Porras o Leonardo Dantes.
En aquesta etapa en Telecinco, recupera la forma de fer que va utilitzar a Al ataque, entrevistant personatges estrafolaris i a vegades grotescos. D'aquesta manera, fa famosos a figures com Carmen de Mairena, El Pozí o la Pantoja de Puerto Rico.
Després d'acabar Crónicas marcianas, col·laborà amb el seu cunyat Alfons Arús i la seva germana Angie Cárdenas a Tan a gustito (2006) a TVE realitzant reptes amb famosos, com el que va realitzar amb Carlos Baute fent una immersió amb taurons a l'aquàrium de Barcelona. També al febrer de 2008 passa a dirigir i presentar a Localia TV El Octavo Manamiento acompanyat de Santiago Urrialde, Joaquín Prat Jr., M.J. Aledón i Beatriz Jarrín.
El juny de 2009 Antena 3 fitxa a Javier Cárdenas per a co-presentar el programa de tarda Tal cual lo contamos junt a Cristina Lasvignes. Al tercer dia va abandonar el programa, renunciant al contracte milionari que va signar, ja que no acceptava tractar temes relacionats amb el món del cor. També va declinar presentar la gala de cap d'any del 2009 en les cadenes autonòmiques.
Des d'octubre de 2016 va presentar a La 1 de TVE l'espai diari Hora punta.
Encara que al maig de 2018 el consell d'administració d'RTVE havia aprovat prorrogar el contracte d'Hora punta, si bé el programa d'actualitat que passaria a convertir-se en setmanal, ocupant la franja del late night, la nova direcció de RTVE després del nomenament de Rosa María Mateo com a administradora única d'RTVE, va decidir prescindir totalment de l'espai en la nova temporada, cancel·lant-lo definitivament l'agost de 2018.

## Llibres
- Benditos seáis todos (2000),
- Acariciando un sueño (2002)

## Pel·lícules
Ha escrit, dirigit i produït FBI: Frikis Buscan Incordiar (2004) que pretenia ser una àcida crítica a certs personatges que viuen de la coneguda com teleporqueria, i va anar de les 20 primeres pel·lícules espanyoles més taquilleres d'aquest any (928.098,74 €)(segons el ministeri) ocupant el lloc 19 de les produccions espanyoles, i era una de les menys pressupost (200.000 €),(segons declaracions d'un altre dels productors) encara que no ho fos en les crítiques. Aquesta pel·lícula té com a peculiaritat ser la primera pel·lícula en la qual es combinen realitat i ficció a parts iguals. La pel·lícula va ser nominada als Premis Godoy, per si mateixa va ser nominada en moltes categories arribant a guanyar en 8 d'elles (els premis Godoy són l'antítesi dels premis Goya), Cárdenas per la seva part va ser guanyador a 4 d'ells.

## Discografia
- Siéntelo (2004)[20]